# Neocorynura acuta
Neocorynura acuta (лат.) — вид одиночных пчёл из рода Neocorynura (триба Augochlorini, семейство Halictidae).

## Распространение
Южная Америка: Бразилия.

## Описание
Мелкие пчёлы, длина тела менее 1 см (длина тела самок 7,0 мм). Отличаются острыми латеральными углами пронотума; тергиты двуцветные (зелёные и чёрные), лабрум коричневый, жвалы чёрные. Слабоопушенные осовидные насекомые, тело почти голое, металлически блестящее, голубовато-зелёные на голове и мезосоме. Внутренняя метатибиальная шпора задней ноги гребенчатая, базитибиальная пластинка сильно окаймленная, эпистомальная бороздка притуплённая, суженный мезоскутальный передний край, предглазничный гребень килевидный.